# Rufus Wainwright
Rufus McGarrigle Wainwright (Rhinebeck, New York, 1973. július 22. –) amerikai-kanadai énekes, dalszerző, zeneszerző. Hét saját albuma jelent meg, és számos felvétele került fel válogatáslemezekre, illetve filmzenei albumokra. Klasszikus operákat is írt, és Shakespeare-szonetteket zenésített meg Robert Wilson színházi darabjához.

## Élete
Wainwright 1973. július 22-én született a New York állambeli Rhinebeckben. Szülei Kate McGarrigle és Loudon Wainwright III, mindketten folkzenészek voltak. Apja Peter Stuyvesant, New Amsterdam (később: New York) 17. századi kormányzójának egyenesági leszármazottja. Szülei három éves korában elváltak, gyermekkorának nagyrészét anyjával töltötte Montréalban. Amerikai-kanadai kettős állampolgár. A New York-i Millbrook Schoolba járt, majd a montréali McGill Egyetemen tanult zongora szakon.
Zongorázni hatéves korában kezdett, 13 évesen már anyjával, nagynénjével és húgával The McGarrigle Sisters and Family néven turnéztak. I'm a-Runnin című dalával, amelyet a Trükkös Tomi és a bélyegutazás című filmben 14 évesen adott elő Genie Díjra jelölték. 1990 Juno Díjra jelölték.
Húszas éveinek elején a montréali Cafe Sarajevóban koncertezett. Pierre Marchand segítségével demóanyagot rögzített, amely elnyerte apja tetszését, és beajánlotta fiát barátjának, Van Dyke Parksnak. Parks továbbküldte a felvételeket Lenny Waronkernek, a DreamWorks vezetőjének, aki leszerződtette Wainwrightot.
1996-ban New Yorkba, majd Los Angelesbe költözött, ahol elkezdett dolgozni az 1998-ban megjelent, Rufus Wainwright címet viselő albumán. Az album elnyerte a kritikusok tetszését, a Rolling Stone az év egyik legjobb albumának nevezte, és Wainwrightot az "Év felfedezettjének" választotta. Az album azonban kereskedelmileg nem teljesített jól: egyetlen ország slágerlistájára sem került fel, a Billboard Top Heatseekers listájának 24. helyéig jutott.
Poses című második albuma szintén elnyerte a kritikusok tetszését, de kevesen vették meg: a Billboard 200-as lista 117., a Top Heatseekers lista 1. helyéig jutott. 2001 és 2004 között Tori Amosszal, Stinggel turnézott.
2003-ban jelent meg Want One. 2004-ben pedig Want Two című albuma. Ötödik stúdióalbuma Release the Stars címmel jelent meg 2007. május 15-én. Az album a brit albumlista 2. helyéig és a Billboard 200 lista 23. helyéig jutott.
2007–2008-as turnéját követően kezdett bele első operája megírásába, amely a Prima Donna címet kapta. Az operát a Manchesteri Nemzetközi Fesztivál keretében mutatták be 2009. július 10-én.
Hatodik stúdióalbuma, az All Days Are Nights: Songs for Lulu 2010 tavaszán, az Out of the Game címet viselő hetedik stúdióalbuma pedig 2012 tavaszán jelent meg.
Hadrianus című második operája a Kanadai Operatársulat 2018-as évadnyitó előadása volt.
2024-ben Párizsban mutatták be Dream Requiem (Álmorekviem) című darabját, melynek Meryl Streep volt a narrátora. A 2020–2021-ben írt mű George Byron Sötétség című versének felhasználásával állít emléket a Covid19-pandémia során elhunytaknak.

## Magánélete
Wainwright már tizenévesen tisztában volt melegségével. 1999-ben egy a Rolling Stone magazinnak adott interjúban azt nyilatkozta, hogy apja nagyon korán felismerte homoszexualitását, szülei mégsem tudtak mit kezdeni melegségével, sohasem beszéltek róla otthon.
14 évesen szexuálisan bántalmazta egy férfi a londoni Hyde Parkban, akivel korábban egy bárban ismerkedett meg. Wainwright csak úgy menekült meg a támadástól, hogy epilepsziás rohamot színlelt. Az eset után öt-hét évig nem élt szexuális életet.
2010 végén Wainwright eljegyezte partnerét, Jörn Weisbrodtot. A pár 2012 elején Torontoba költözött, mivel Weisbrodtot a Luminato Fesztivál művészeti igazgatójának nevezték ki. 2012. augusztus 23-án házasodtak össze a New York állambeli Montaukban.
Wainwright 2011-ben bejelentette, hogy gyerekkori barátjával Lorca Cohennel, Leonard Cohen lányával gyermeket vállalnak. Viva Katherine Wainwright Cohen 2011. február 2-án Los Angelesben született meg.

## Diszkográfia
- Rufus Wainwright, 1998 (DreamWorks)
- Poses, 2001 (DreamWorks)
- Want One, 2003 (DreamWorks)
- Want Two, 2004 (Geffen Records)
- Release the Stars, 2007 (Geffen Records)
- All Days Are Nights: Songs for Lulu, 2010 (Decca Records)
- Out of the Game, 2012 (Decca Records)
- Prima Donna, 2015 (Deutsche Gramophon)
- Take All My Loves: 9 Shakespeare Sonnets, 2016 (Deutsche Gramophon)
- Unfollow the Rules, 2020 (BMG)
- Folkocracy, 2023 (BMG)
- Dream Requiem, 2025 (Warner Classics)